# JASDAQ
Il JASDAQ Securities Exchange (所 ャ ス ダ ダ 所 所 所) era una borsa di valori con sede a Tokyo, in Giappone, ora parte del mercato azionario della Osaka Securities Exchange a Kitahama, Osaka.
JASDAQ non è correlata al NASDAQ degli Stati Uniti, ma gestiva un sistema di trading elettronico simile al NASDAQ.

## Storia
Nel 1963, la Japan Securities Dealers Association (日本 証券業協会Nippon Shōkengyō Kyōkai) istituì un sistema di registrazione over-the-counter per la negoziazione di titoli azionari. Questo sistema è stato posto sotto la gestione di una società privata, il Japan OTC Securities (日本 店 頭 証券Nippon Tentō Shōken) nel 1976.
Il sistema di quotazione automatizzata JASDAQ è diventato operativo nel 1991.
Nel 2004, JASDAQ ha ricevuto un permesso dal Primo Ministro per riorganizzarsi come borsa di valori. È diventata la prima nuova borsa valori in Giappone dopo quasi cinquant'anni.
Il 1º aprile 2010, la Osaka Securities Exchange ha acquisito la JASDAQ Securities Exchange e lo ha fuso con i mercati OSO e Nippon New Market-Hercules per formare il "nuovo" mercato JASDAQ.